# Pierre Koenig
Pierre Koenig (ur. 17 października 1925 w San Francisco, zm. 4 kwietnia 2004 w Brentwood) – amerykański architekt.

## Życiorys
Urodził się w San Francisco. W 1939 przeniósł się z rodziną do Los Angeles. Rozpoczął naukę w University of Utah’s School of Engineering w 1943. Wkrótce przerwał naukę by służyć w armii amerykańskiej podczas II wojny światowej. Po odbyciu służby, wrócił do studiowania. W 1952 ukończył studia architektoniczne na Uniwersytecie Południowej Kalifornii. W 1964 zaczął wykładać na wydziale architektury tego uniwersytetu.  

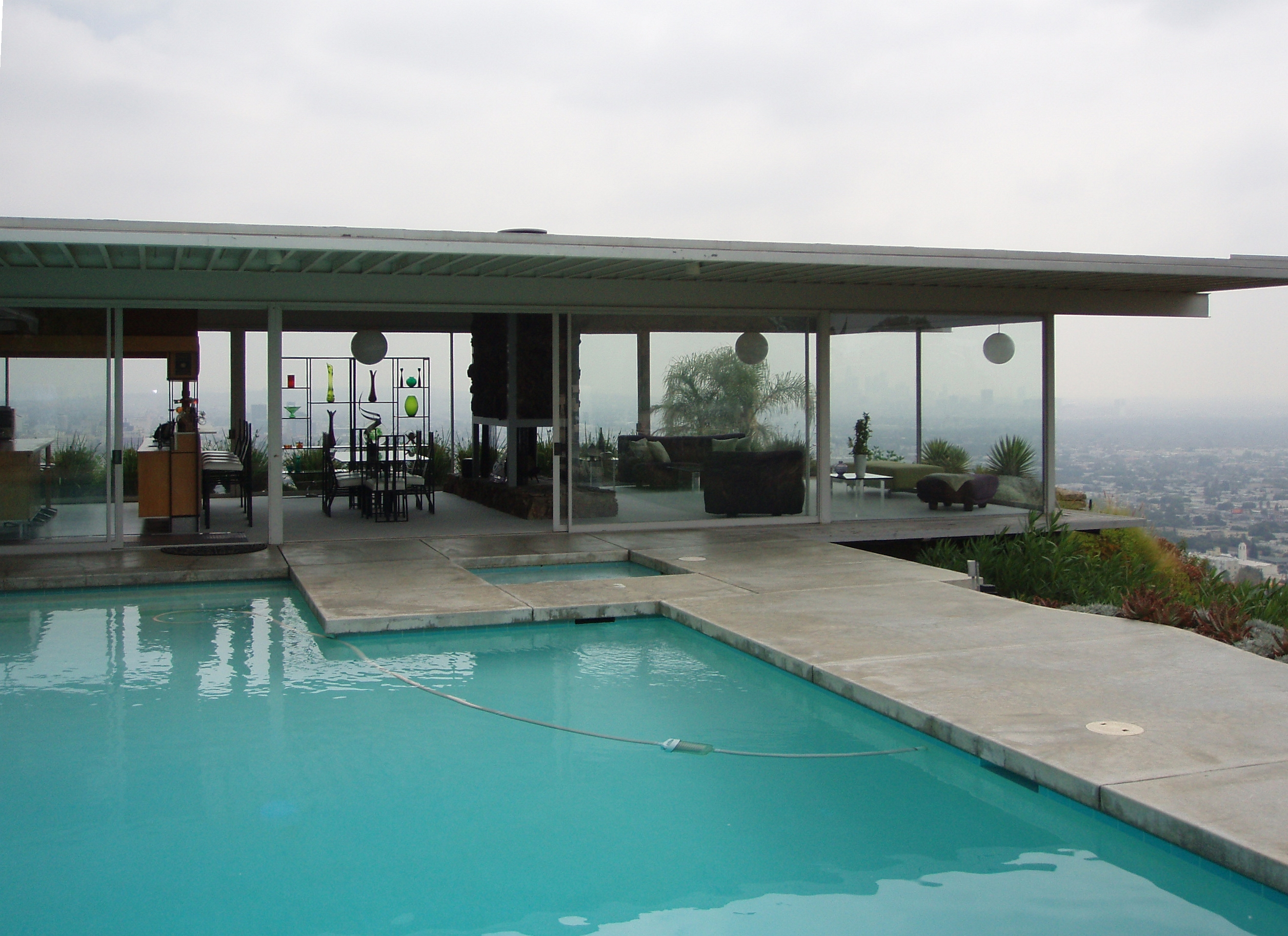
Case Study House Nr. 22

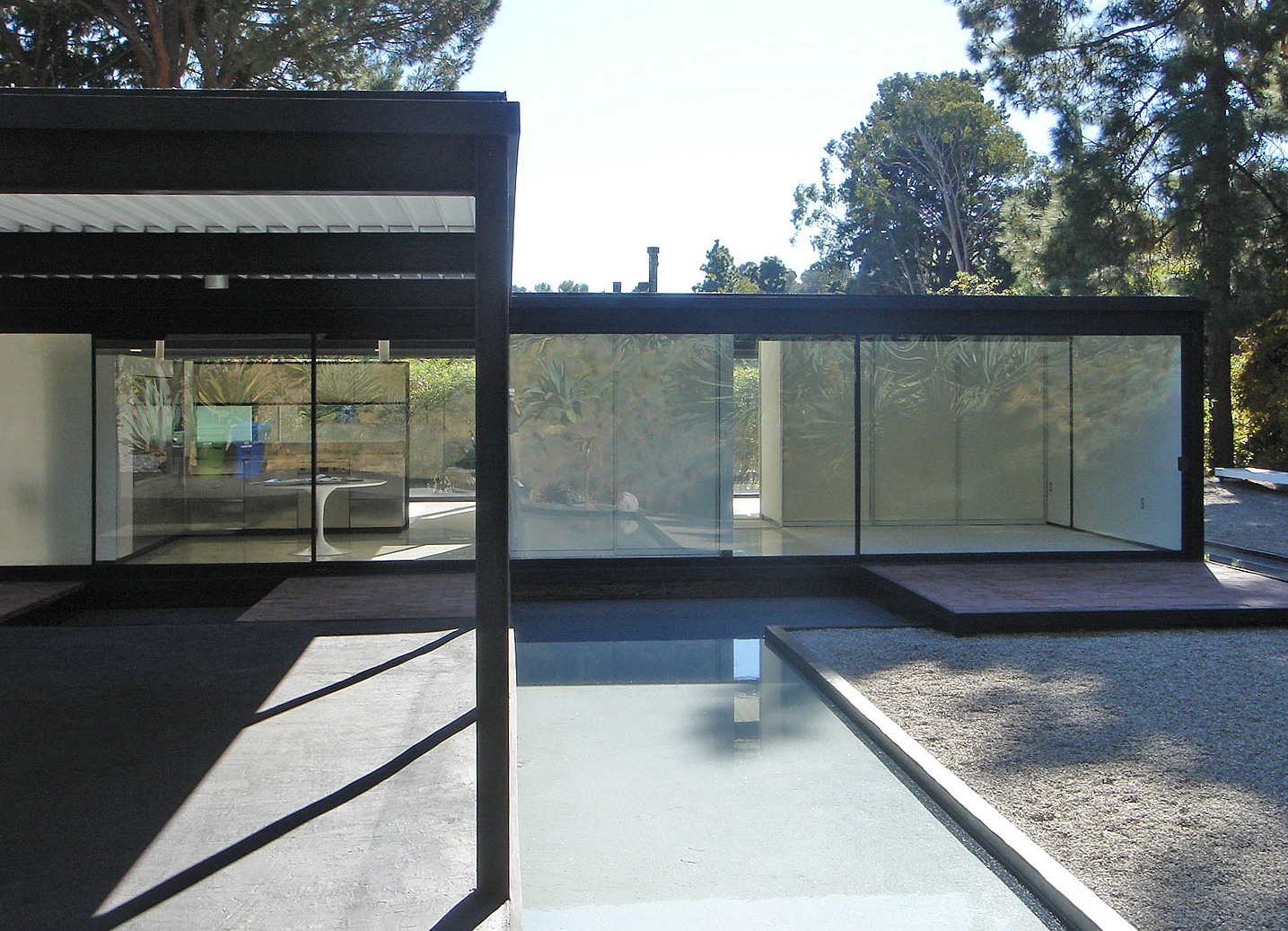
Case Study House nr. 21

W latach 50. opracował projekty lśniących domów z elementów stalowych i szklanych w Los Angeles; tzw. Case Study Houses nr 21 i nr 22 stały się symbolem rozwoju przedmieść amerykańskich w okresie powojennym. Zmarł w 2004 roku z powodu białaczki. 
Był czołową postacią architektonicznej szkoły Los Angeles.

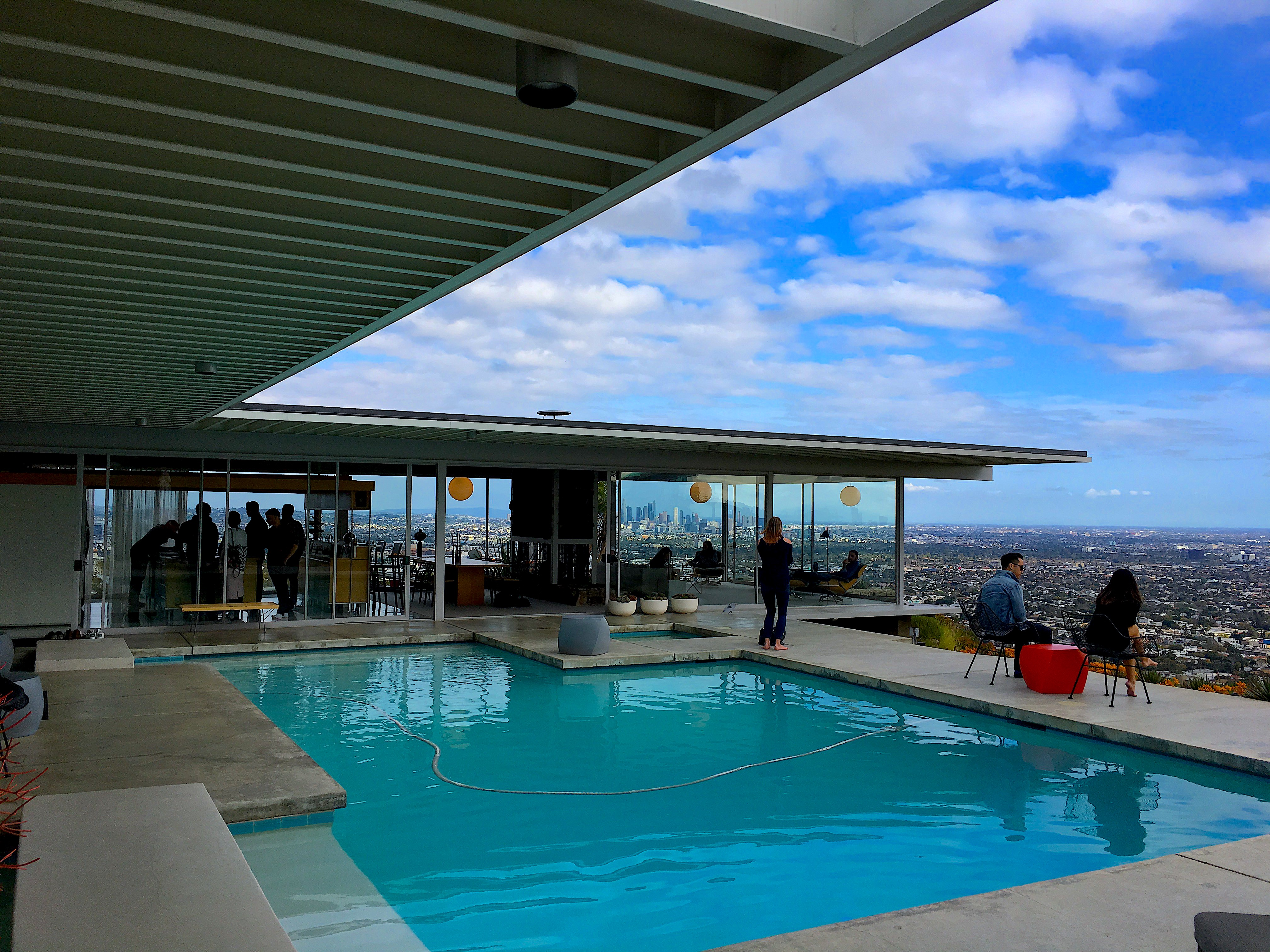
Case Study House nr. 22